# توم وايلد
توم وايلد (بالإنجليزية: Tom Wild)‏ (4 نوفمبر 1855 في المملكة المتحدة - 2 مايو 1921) هو لاعب كريكت بريطاني (وحمل سابقاً جنسية المملكة المتحدة لبريطانيا العظمى وأيرلندا). لعب مع نادي مقاطعة هامبشاير للكريكت ‏.

## وصلات خارجية
- توم وايلد على موقع إي آس بي آن كريك إنفو (الإنجليزية)